# Gioia e dolore
Gioia e dolore è il singolo degli Stadio, pubblicato dalla EMI Italiana nel 2009, che anticipa l'album Diluvio universale (2009).

## Tracce
Gli autori del testo precedono i compositori della musica da cui sono separati con un trattino.
1. Gioia e dolore – 4:34 (testo: Saverio Grandi – musica: Saverio Grandi, Gaetano Curreri)

## Formazione
- Gaetano Curreri - voce, cori
- Andrea Fornili - chitarre, tastiere, programmazione
- Roberto Drovandi - basso elettrico
- Giovanni Pezzoli - batteria